# Мішкольцька єпархія
Мішкольцька єпархія (лат. Eparchia Miskolcensis) ― єпархія Угорської греко-католицької церкви з єпархіальним осідком у селі Мучонь у північно-східній частині Угорщини в медьє Боршод-Абауй-Земплен. Катедральний собор ― церква Успіння Пресвятої Богородиці в Мішкольці. Єпархія Мішкольца входить до Гайдудорозької митрополії.

## Історія
4 червня 1924 Святий Престол заснував на території Угорщини апостольський екзархат Мішкольца, який об'єднав 22 парафії, які раніше належали до Мукачівської та Пряшівської (тепер ― Архієпархія) греко-католицьких єпархій. Ці парафії опинилися на території Угорщини після Тріанонського договору. На відміну від парафій єпархії Гайдудорога, які використовували в богослужінні угорську мову, парафії Мішкольца ще використовували церковнослов'янську. Однак пізніше, до початку Другої світової війни, парафії екзархату Мішкольца також перейшли на угорську мову.
У 1972 році катедра апостольського екзархату була переведена з Мішкольца в село Мучонь (угор. Múcsony).
5 березня 2011 Конгрегація Східних Церков видала декрет «Ut aptius spirituali», яким передала апостольському екзархату Мішкольца 29 парафій Гайдудорозької єпархії.
20 березня 2015 апостольський екзархат Мішкольца був перетворений в єпархію, яка увійшла до складу новоствореної Гайдудорозької митрополії.

### Єпископи
- архієпископ Антал Папп (14 липня 1924 ― 24 грудня 1945);
- єпископ Міклош Дудаш (14 жовтня 1946 ― 15 липня 1972);
- єпископ Імре Тимко (7 січня 1975 ― 30 березня 1988);
- єпископ Сілард Керестеш (30 червня 1988 ― 10 листопада 2007);
- єпископ Петер Фюлеп Кочиш (апостольський адміністратор 2 травня 2008 ― 5 березня 2011);
- єпископ Атанас Орос (5 березня 2011 ― досі).